# Pierre Castex (scénariste)
Pour les articles homonymes, voir Pierre Castex et Castex.
 (février 2019).
Si vous disposez d'ouvrages ou d'articles de référence ou si vous connaissez des sites web de qualité traitant du thème abordé ici, merci de compléter l'article en donnant les références utiles à sa vérifiabilité et en les liant à la section « Notes et références ».
Pierre Castex est un scénariste français né en 1924 et décédé en 1991. Il a été journaliste, critique de cinéma et de théâtre et écrivain. Il a travaillé pour Action, Libération, Les Lettres françaises et VSD.

## Biographie
Il débute à Vaillant (futur Pif Gadget) au début des années 1950 en écrivant des nouvelles et des romans à suivre : Citoyen Jantet, Les Aérostiers de la liberté, Vive la république en 1959, Le bain historique de François Grachet (dessin Yves Roux) en 1964.
Puis il écrit des scénarios pour la série Jean et Jeanette dessinée par Souriau à partir de 1952, P'tit Joc d'André Joy et de nombreux épisodes de la série Jacques Flash, créée par Roger Lécureux et reprise par Jean Ollivier et dessinée successivement par Pierre Le Guen, Gérald Forton, René Deynis, Max Lenvers, etc. ainsi que des récits complets comme Mission sur le Tar avec C. Marcello[Qui ?] en 1982, etc.
Il a également travaillé pour les petits formats, notamment sur :
- la série Nic reporter en 1958 avec Lina Buffolente dans Ivanhoé,
- Rocky le Trappeur, un clone non avoué de Blek le Roc avec le dessinateur Saverio Micheloni publiée dans Dakota (1954-60) puis Dorian/Marco Polo et réédité dans El Bravo des éditions Aventures et Voyages,
- la série Le petit prince (Mousqueton) avec Jean Kalistrade
- Cossio et Buffolente dans Totem 14-49
- En garde !  de 1957 à 1965,
- Rok l’invisible dans Brick et
- Jean le Tambour avec Eugène Gire (réédité dans En Garde ! 94 à 96).

Pour la collection Télé-Séries, il rédige les scénarios de Thierry la Fronde, Au nom de la loi, Joke Jones, etc. 
Il a également collaboré à Sagédition (Dan, l’homme à la moto dans Rintintin et Rusty), au Journal de Mickey avec Allo Toubib, dessiné par Lucien Nortier, à Méhée de la Touche en 1975 avec Clavé dans Télé-Gadget et aux ouvrages des éditions Larousse comme L’Histoire de France en BD en 1976 dont il a rédigé les textes avec Jacques Bastian et André Bérélowitch (dessins d’Enric Sio et Xavier Musquera) ou La Découverte du Monde en BD en 1979-80. Il a par ailleurs adapté des romans pour la collection Rouge et Or des éditions GP.
Il est inhumé au cimetière du Père-Lachaise (87e division, case 1395).